# Юнкеров Микола Іванович
Юнкеров Микола Іванович (*4 листопада 1918, Хоніно — †3 листопада 1943, Київ) — радянський офіцер, Герой Радянського Союзу, в роки радянсько-німецької війни — командир батальйону 465-го стрілецького полку 167-ї штурмової стрілецької дивізії 38-ї армії 1-го Українського фронту, капітан.

## Біографія
Народився 4 листопада 1918 року в селі Хоніно (нині Питалівського району, Псковської області, Росії) в селянській родині. Проживав в Латвії. Закінчив 6 класів школи. Працював ковалем. Член ВКП(б)/КПРС з 1936 року. Брав участь у нелегальній комуністичній організації.
1940 року призваний до лав Червоній Армії. На фронті радянсько-німецької війни з червня 1941 року. Після закінчення в грудні 1941 року Ризького військового піхотного училища призначений командиром взводу 465-го стрілецького полку. Брав участь в боях під Воронежем, Курській битві.
Відзначився в боях на Лютізькому плацдармі при форсуванні Дніпра. 30 вересня 1943 року батальйон під його командою, форсував Дніпро в районі Вишгорода, захопив плацдарм та стійко його утримував.
3 листопада 1943 року капітан Микола Іванович Юнкеров загинув у Пущі-Водиці, в бою за відвоювання Києва.
Указом Президії Верховної Ради СРСР від 10 січня 1944 року за мужність та героїзм виявлений при форсуванні Дніпра та звільнені Києва капітану Юнкерову Миколі Івановичу посмертно присвоєно звання Героя Радянського Союзу.

## Нагороди
Нагороджений орденом Леніна, орденом Кутузова 3-го ступеня, орденом Вітчизняної війни 1-го ступеня, медалями.

## Вшанування пам'яті

Могила Миколи Юнкерова

1949 року прах Миколи Юнкерова урочисто перепоховано на Лук'янівському військовому цвинтарі.
На батьківщині героя в парку міста Питалово встановлено обеліск.
1984 року на його вшанування названо вулицю в Пущі-Водиці, Київ.